# Кінгслі Тауншип (округ Форест, Пенсільванія)
Кінгслі Тауншип (англ. Kingsley Township) — селище (англ. township) в США, в окрузі Форест штату Пенсільванія. Населення — 259 осіб (2020).

## Демографія
Згідно з переписом 2010 року, у селищі мешкали 363 особи в 193 домогосподарствах у складі 110 родин. Було 1265 помешкань
Расовий склад населення:
| - 99,4 % — білих - 0,3 % — корінних американців |

До двох чи більше рас належало 0,3 %. Частка іспаномовних становила 0,0 % від усіх жителів.
За віковим діапазоном населення розподілялося таким чином: 9,9 % — особи молодші 18 років, 60,3 % — особи у віці 18—64 років, 29,8 % — особи у віці 65 років та старші. Медіана віку мешканця становила 55,8 року. На 100 осіб жіночої статі у селищі припадало 121,3 чоловіків;  на 100 жінок у віці від 18 років та старших — 124,0 чоловіків також старших 18 років.
Середній дохід на одне домашнє господарство  становив 52 581 долар США (медіана — 36 071), а середній дохід на одну сім'ю — 79 818 доларів (медіана — 47 500). За межею бідності перебувало 24,3 % осіб, у тому числі 78,1 % дітей у віці до 18 років та 21,0 % осіб у віці 65 років та старших.
Цивільне працевлаштоване населення становило 70 осіб. Основні галузі зайнятості: освіта, охорона здоров'я та соціальна допомога — 18,6 %, транспорт — 15,7 %, мистецтво, розваги та відпочинок — 15,7 %.